# Dannevirke (Neuseeland)
Dannevirke ist eine Stadt im Tararua District der Region Manawatū-Whanganui auf der Nordinsel von Neuseeland. Die Stadt ist Sitz des Tararua District Councils.

## Namensherkunft
Dannevirke bedeutet übersetzt „Dänenwerk“ und war die Bezeichnung für einen Wall, der im 9. Jahrhundert quer durch die dänische Halbinsel errichtet wurde, zum Schutz gegen Angriffe der Sachsen.

## Geographie
Die Stadt liegt rund 45 km nordöstlich von Palmerston North in der Ebene des Manawatū Rivers. Rund 10 km westlich erheben sich die Bergketten der Ruahine Range.

## Geschichte
Dannevirke wurde 1872 von dänischen und norwegischen Einwanderern gegründet. Sie kamen mit zwei Schiffen, der Hovding und der Ballarat über den Hafen von Napier in Neuseeland an, arbeiteten zunächst im Straßenbau, ließen sich anschließend in der Gegend um Dannevirke nieder und rodeten das Land und begannen mit der Farmwirtschaft. Als 1884 die Bahnstrecke Palmerston North–Gisborne von Napier kommend Dannevirke erreichte, entstanden zahlreiche Sägewerke für die Herstellung von Bahnschwellen und anderem Material für den Eisenbahnbau. Der Aufschwung zog weitere Siedler an und so konnte der Ort bereits 1892 mit Stadtrechten versehen werden.

## Bevölkerung
Zum Zensus des Jahres 2013 zählte die Stadt 5043 Einwohner, 10,1 % weniger als zur Volkszählung im Jahr 2006.

## Infrastruktur
Durch Dannevirke führt der New Zealand State Highway 2, der von Süden von Masterton kommend Dannevirke mit Hastings und Napier im Nordosten verbindet. 
Auch die Bahnstrecke Palmerston North–Gisborne führt direkt durch die Stadt und verbindet sie mit dem Wirtschaftsraum um Wellington im Süden, über Palmerston North mit Auckland und nach Nordosten mit der Ostküste der Nordinsel.

## Persönlichkeiten
- Johannes Bjelke-Petersen (1911–2005), langjähriger Premierminister von Queensland (Australien)
- Ian Axford (1933–2010), Astrophysiker, Direktor am Max-Planck-Institut für Aeronomie
- Peter James Cullinane (* 1936), römisch-katholischer Geistlicher, Bischof von Palmerston North 1980–2012
- Peggy Koopman-Boyden (* 1943), Gerontologin und Hochschullehrerin
- Fiona Bourke (* 1988), Ruderin